# シルヴェル・ギャンブラ・エンブシ
シルヴェル・ギャンブラ・エンブシ（Silvère Ganvoula M'boussy 、1996年6月22日 - ）は、コンゴ共和国の首都ブラザヴィル出身のサッカー選手。サッカーコンゴ共和国代表。BSCヤングボーイズ所属。ポジションはFW。

## 経歴

### クラブ
パトロナージュ・サン＝タンというクラブでプロデビュー。2014年9月、モロッコに渡りラジャ・カサブランカと5年契約にサインした。しかしプレー機会が限られていたため、トルコ2部のエラズースポルに移籍した。ところが今度はクラブの財政的な事情により、シーズン終了後に退団を余儀なくされた。
2015年夏、KVCウェステルローと3年契約を結んだ。
2017年冬、RSCアンデルレヒトに移籍。シーズンが終わるまでローンの形でウェステルローに残留した。8月30日、KVメヘレンにレンタル移籍。
2018年7月21日、VfLボーフムへ1年間の期限付き移籍をした。2019年7月、VfLボーフムに完全移籍。

### 代表
2014年5月17日、アフリカネイションズカップ2015予選・ナミビア戦（0-1敗北）で代表デビュー。2014年6月1日の同ナミビア戦で初ゴール。
2015年、セネガルで開催されたアフリカユース選手権に参加。グループステージの全3試合（コートジボワール、ナイジェリア、セネガル）でゴールを決めたが、チームは最下位で敗退した。